# Lizzia octostyla
Lizzia octostyla is een hydroïdpoliep uit de familie Rathkeidae. De poliep komt uit het geslacht Lizzia. Lizzia octostyla werd in 1879 voor het eerst wetenschappelijk beschreven door Haeckel. 